# 百力瓦县
百力瓦县是缅甸钦邦下辖的一个县，县治百力瓦。

## 历史沿革
2022年4月30日，缅甸政府以马杜比县百力瓦镇区析置百力瓦县。

## 行政区划
百力瓦县下辖1个镇区：
- 百力瓦镇区（Paletwa Township）